# Euophrys wanyan
Euophrys wanyan är en spindelart som beskrevs av Berry, Beatty, Prószynski 1996. Euophrys wanyan ingår i släktet Euophrys och familjen hoppspindlar. Inga underarter finns listade i Catalogue of Life.